# Aeropuerto Regional Ithaca Tompkins
El Aeropuerto Regional Ithaca Tompkins o Ithaca Tompkins International Airport (IATA: ITH, OACI: KITH, FAA LID: ITH) es un aeropuerto propiedad del condado ubicado en la ciudad de Lansing, tres millas al noreste de Ithaca, la sede de condado y única ciudad en el Condado de Tompkins, Nueva York. El Plan Nacional de Sistemas Aeroportuarios Integrados para 2019-2023 lo clasificó como una instalación de servicio comercial primario. Los registros de la Administración Federal de Aviación dicen que el aeropuerto tuvo 99,070 embarques de pasajeros en 2018.
El servicio de aviones de pasajeros comerciales programados sin escalas está disponible para Charlotte, Detroit y el Aeropuerto Internacional Libertad de Newark; a partir del 5 de mayo de 2022, el servicio de Charlotte será reemplazado por el servicio al Aeropuerto Internacional de Filadelfia.

## Historia
El original Aeropuerto Municipal de Ithaca estaba situado al oeste del centro de Ithaca, cerca de la entrada del Lago Cayuga. Su pista única y corta, su proximidad a los patios de carga del Valle de Lehigh en el lado sur, los pantanos del Lago Cayuga en el lado norte y la niebla en el valle del lago limitaron su crecimiento. La Universidad de Cornell abrió el aeropuerto existente en East Hill en 1948 y transfirió su propiedad al Condado en 1956. El antiguo emplazamiento del aeropuerto es ahora Cass Park, incluyendo un hangar de aviones que fue renovado en 1975 para albergar el Hangar Theatre.
En 1994, la pista se amplió de 1,768 m (5,801 pies) de longitud a los 2,012 m (6,601 pies) actuales y se inauguró un edificio terminal completamente nuevo de 3,000 m² (33,000 pies cuadrados), que sustituyó al edificio original, estrecho y envejecido. El nombre del aeropuerto cambió de Aeropuerto del Condado de Tompkins a su nombre actual el 20 de marzo de 2001. La pista 32, orientada al noroeste, dispone de un Sistema de aterrizaje instrumental y de un sistema asociado de luces de aproximación de intensidad media con luces de alineación de pista. La pista 14, orientada al sureste, tiene una aproximación instrumental basada en el VOR/DME situado en el aeropuerto. Se construyó una pista corta de césped paralela a la pista pavimentada, pero durante la década de 1980 otra pista de césped orientada de norte a sur estaba disponible al oeste del edificio terminal y tenía aproximadamente 1,802 pies (549 m) de largo y 100 pies (30 m) de ancho.
El tráfico comercial alcanzó su punto máximo en 1990 con 226,813 pasajeros. En el año 2000, el aeropuerto perdió tres de sus principales aerolíneas. El aeropuerto se vio afectado por el pequeño tamaño del mercado, la proximidad relativa al Aeropuerto Internacional de Syracuse Hancock y otros aeropuertos regionales, y las condiciones de hacinamiento en el espacio aéreo del noreste. Trans World Airlines, United Airlines y, por último, Continental Airlines abandonaron el país para prestar servicios en rutas más rentables, dejando a US Airways como única compañía aérea.
A finales de 2004, después de negociaciones con el Condado, Northwest Airlines acordó agregar el servicio Northwest Airlink al Aeropuerto Metropolitano del Condado Wayne de Detroit, que comenzó el 2 de mayo de 2005. El servicio directo de US Airways a Pittsburgh se reanudó el 9 de noviembre de 2005, pero se detuvo de nuevo el 1 de abril de 2006 debido al bajo consumo. El tráfico de pasajeros mejoró con el servicio adicional; el aeropuerto atendió a unos 140,000 pasajeros en 2004 y aumentó a unos 170,000 en 2007.
El 6 de octubre de 2008, Continental Connection reanudó el servicio entre Ithaca y el Aeropuerto Internacional Newark Liberty con cuatro vuelos diarios.

## Instalaciones y aeronaves
El Aeropuerto Regional de Ithaca Tompkins cubre un área de 215 hectáreas (531 acres) que contiene dos pistas de aterrizaje: 14/32 con 6,601 x 150 pies (2,012 x 46 m) de pavimento de asfalto y 15/33 con una superficie de césped de 2,018 x 50 pies (615 x 15 m).
Para el período de 12 meses que terminó el 31 de octubre de 2006, el aeropuerto tenía 53,038 operaciones de aeronaves, un promedio de 145 por día: 77% de aviación general, 20% de vuelos comerciales regulares, 2% de taxi aéreo y <1% de vuelos militares. En ese momento había 62 aviones basados en este aeropuerto: 68% monomotor, 15% multimotor, 16% jet y 2% ultraligero.
Cornell se quedó con gran parte del terreno que rodeaba el aeropuerto para construir un parque de investigación.

## Aerolíneas y destinos

### Pasajeros
| Aerolíneas       | Destinos          |
| ---------------- | ----------------- |
| Delta Connection | Nueva York–JFK    |
| United Express   | Washington–Dulles |

## Transporte terrestre

### Autobús
La Ruta 32 del TCAT viaja a la Universidad de Commons y Cornell de lunes a viernes, a partir del 2010, la Ruta 72 sirve al aeropuerto los fines de semana.

### Taxi
Ithaca Dispatch (Cayuga, University, Yellow Cab) opera una parada de taxis en el aeropuerto, aunque puede ser necesario llamar con anticipación, especialmente durante las horas pico. Las tarifas de ida y vuelta al aeropuerto están estandarizadas.